# Liste der Naturdenkmale in Frankweiler
Die Liste der Naturdenkmale in Frankweiler nennt die im Gemeindegebiet von Frankweiler ausgewiesenen Naturdenkmale (Stand 23. Mai 2024).

## Naturdenkmale
| Nr.         | Bezeichnung | Lage                                      | Beschreibung        | Bild                          |
| ----------- | ----------- | ----------------------------------------- | ------------------- | ----------------------------- |
| ND-7337-197 | Orensfelsen | westlich des Ortes auf dem Orensberg Lage | Buntsandsteinfelsen | mehr Fotos \| Fotos hochladen |

## Ehemalige Naturdenkmale
| Nr. | Bezeichnung    | Lage                   | Beschreibung                                                | Bild            |
| --- | -------------- | ---------------------- | ----------------------------------------------------------- | --------------- |
|     | Dagobertshecke | südlich des Ortes Lage | Craetaegus sp., 1852 gepflanzt; Rechtsverordnung aufgehoben | Fotos hochladen |